# Tartana (náutica)

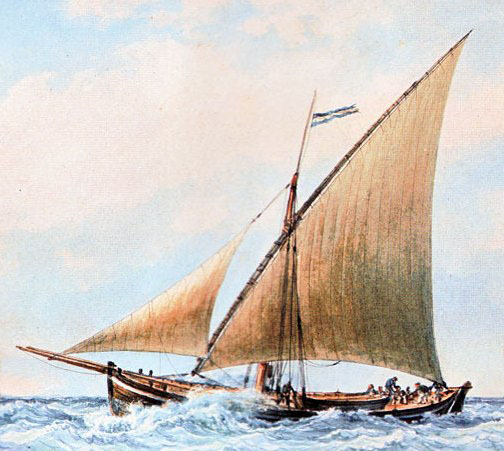
Tartana mediterránea, pintura de François Geoffroy Roux, 1879.

En náutica, la tartana es una embarcación menor de vela latina. La tartana tiene un palo perpendicular a la quilla en su centro, otro palo más pequeño a popa parecido a un asta de bandera, en el que algunos aparejos montan una mesanilla y a proa un botalón para los foques. Algunas tartanas que son de bastante porte utilizan gavia volante. Ha sido un barco muy usado para las navegaciones de cabotaje, frecuente en el puerto de Sevilla y también presente en otros puntos de España y de la costa meridional de Francia y en la occidental de Italia, donde se ha empleado en la pesca y en el tráfico costero.

## Introducción

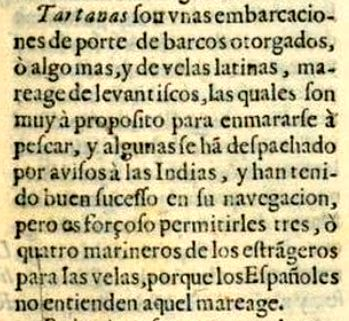
Definición de tartana: Veitia y Linaje 1670.

Tartana en español y en la mayoría de lenguas europeas (aunque en algunas cambia a tartane o tartan) es un pequeño barco mediterráneo de vela latina (o aparejo proa-popa) empleado entre los siglos XVI y XIX. Las diferentes tartanas se utilizaron como correos, para el cabotaje, como barcas de pesca, y como barcos militares. En sus más de trescientos años de historia, tuvieron diferentes diseños, distinto número de palos e incluso variados aparejos vélicos. Al inicio del siglo XVIII, fueron construidas en cantidad como barcos de guerra de diferentes flotas, entre ellas la Marina Rusa, introducidas por Pedro el Grande.
Bajas de bordo, las tartanas medían entre 16 y 20 m, con un mástil perpendicular a la quilla plantado en medio, en el que se izaba una vela latina (vela maestra) y un foque llamado polacra. Hay muchos casos de tartanas con vela de mesana y otros casos sin vela de mesana.
José Veitia Linaje (1670) se refiere a las tartanas como "mareaje de levantiscos", siendo empleadas en la navegación a las Indias. En la obra “Norte de la Contratación” (Sevilla, 1672) señala que: «Tartanas...de velas latinas, mareaje de levantiscos...pero es forzoso permitirles 3 o 4 marineros de los extranjeros ("levantiscos") para las velas, porque los españoles no entienden aquel mareaje”...» (refiriéndose a la maniobra de las velas latinas). El señor Veitia era “Juez Oficial de la Real Audiencia de la Casa de Contratación de las Indias”. Reforzando este hecho, el "Bulletin de la Société de géographie" explica que "un chico de 14 años práctico de una tartana catalana, a esa edad ya había hecho tres veces el viaje a La Habana".

## Origen

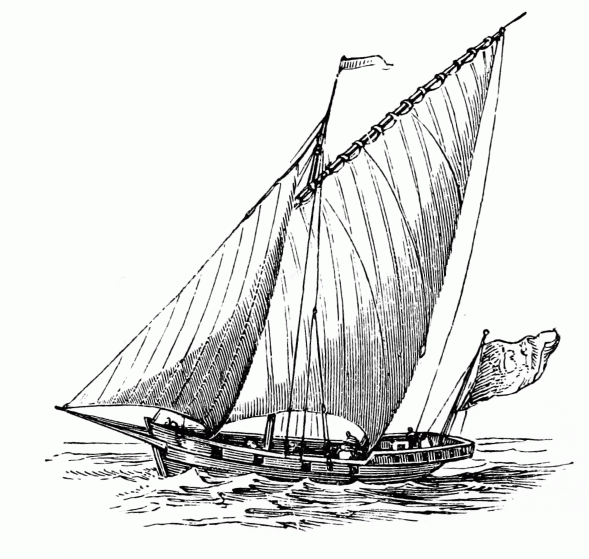
Grabado de una tartana del siglo XIX

Se tiene una referencia de tartana como embarcación en 1313 en Cataluña, en la que el rey de Aragón mandaba: "no gausen pescar en lo mar del senyor rey ab tartanes".
Las tartanas estuvieron presentes en el Mediterráneo Occidental desde la Edad Media y hasta el advenimiento de los bous de vapor, especialmente en Occitania donde estas embarcaciones eran tradicionales por las costas de Languedoc, de Cataluña y de Provenza para la pesca y el cabotaje a lo largo de todo el Mediterráneo. Por extensión el mismo nombre fue dado también a las redes de pesca.
Hacia el siglo XVI hay noticia de tartanas de una sola cubierta con tres palos pequeños en la Provenza (Francia). En cuanto a su uso militar, una de las primeras menciones de la tartana en el siglo XVII se encuentra en el libro de 1614, Pantero-Pantera "el Armata Navale", donde hay una explicación de las maniobras de las tartanas de la armada francesa..

## Etimología
Sobre el origen del nombre, hay varias fuentes que lo refieren al occitano tartana (ave de presa), siendo en catalán tartana, en italiano: tartana y en francés: tartane.
Según estudios sobre la base de análisis lingüísticos y literarios, el origen de las tartanas serían las costas del golfo de León (el Rosellón en 1313) donde eran inicialmente de más pequeñas dimensiones. La palabra está presente en varias lenguas, incluso hay autores que pretenden que viene del árabe "taridah" que significa barco.
Pero está aceptado por Corominas y otros que defienden que su etimología es occitana por empréstito del significado, dado que la misma palabra tartana designa también al ratonero común o a otras aves de presa, y su origen sería onomatopéyico al imitar el grito del ave cuando caza.

## Tartanas en imágenes de su tiempo
Jean Jouve en el álbum "Planos de todos los barcos que navegan por el mar Mediterráneo" (en francés, «Dessins de tous les Bâtiments qui Naviguent sur la Méditerranée») de 1679, muestra estas cuatro imágenes de tartanas de un solo mástil:

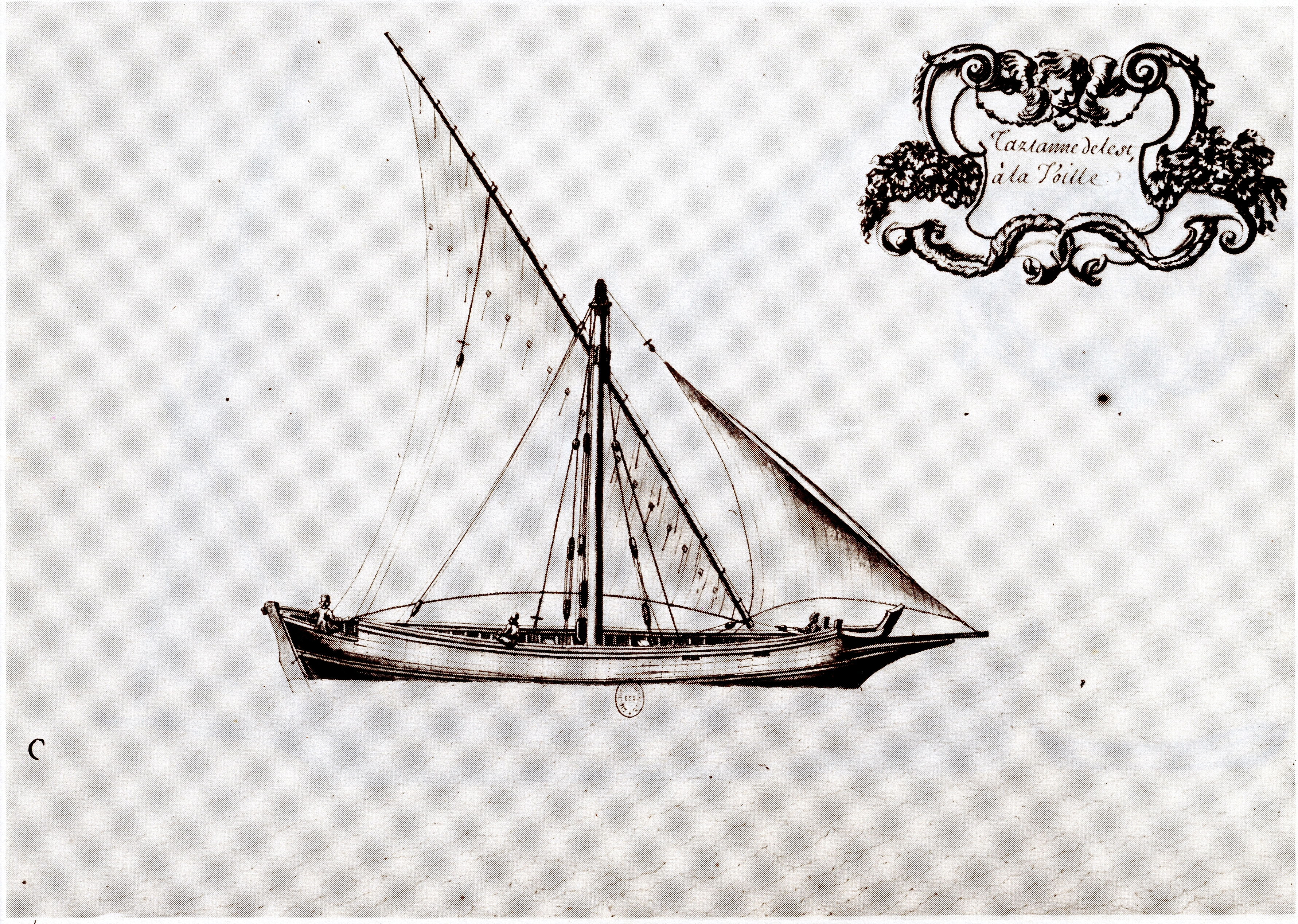
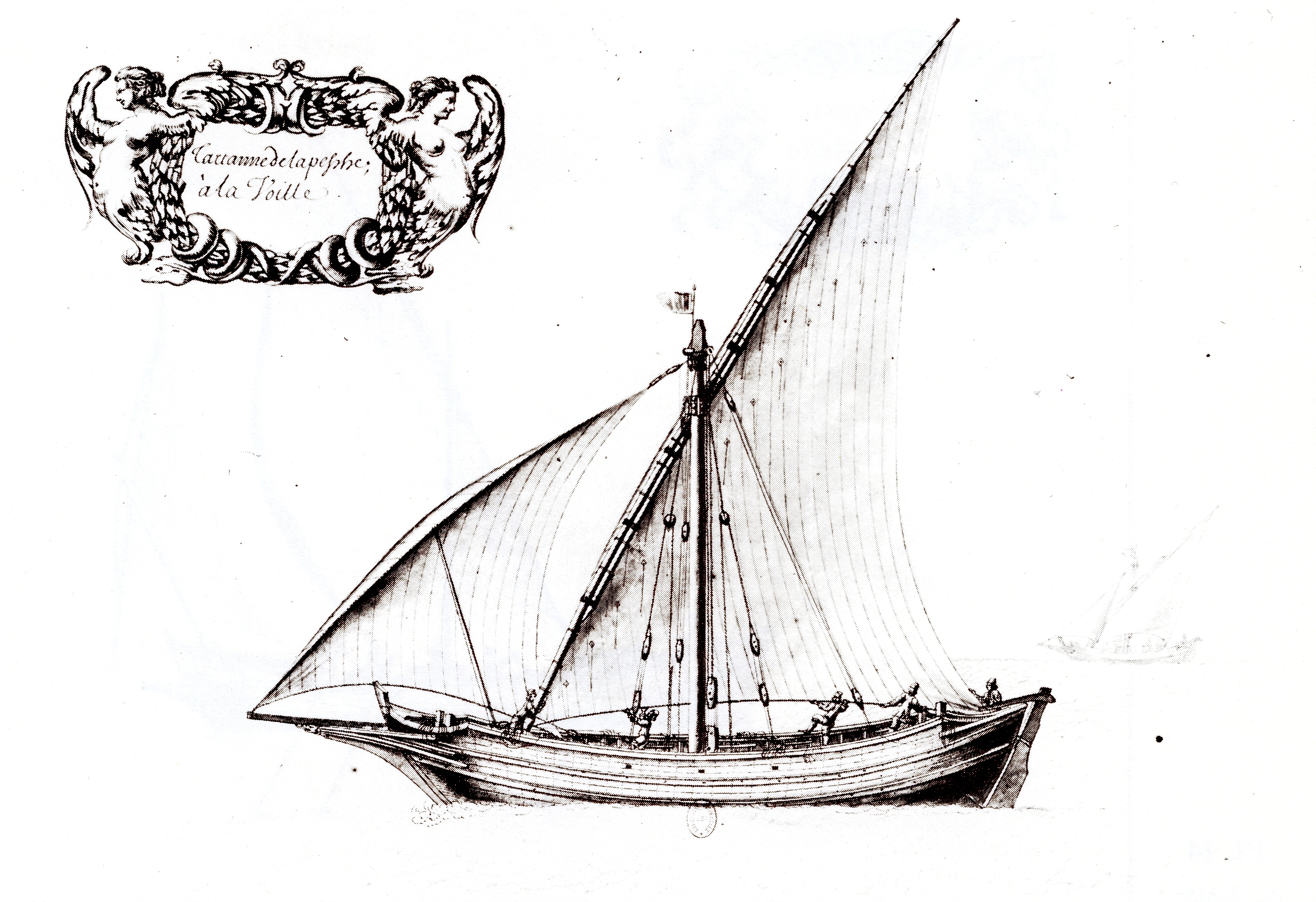
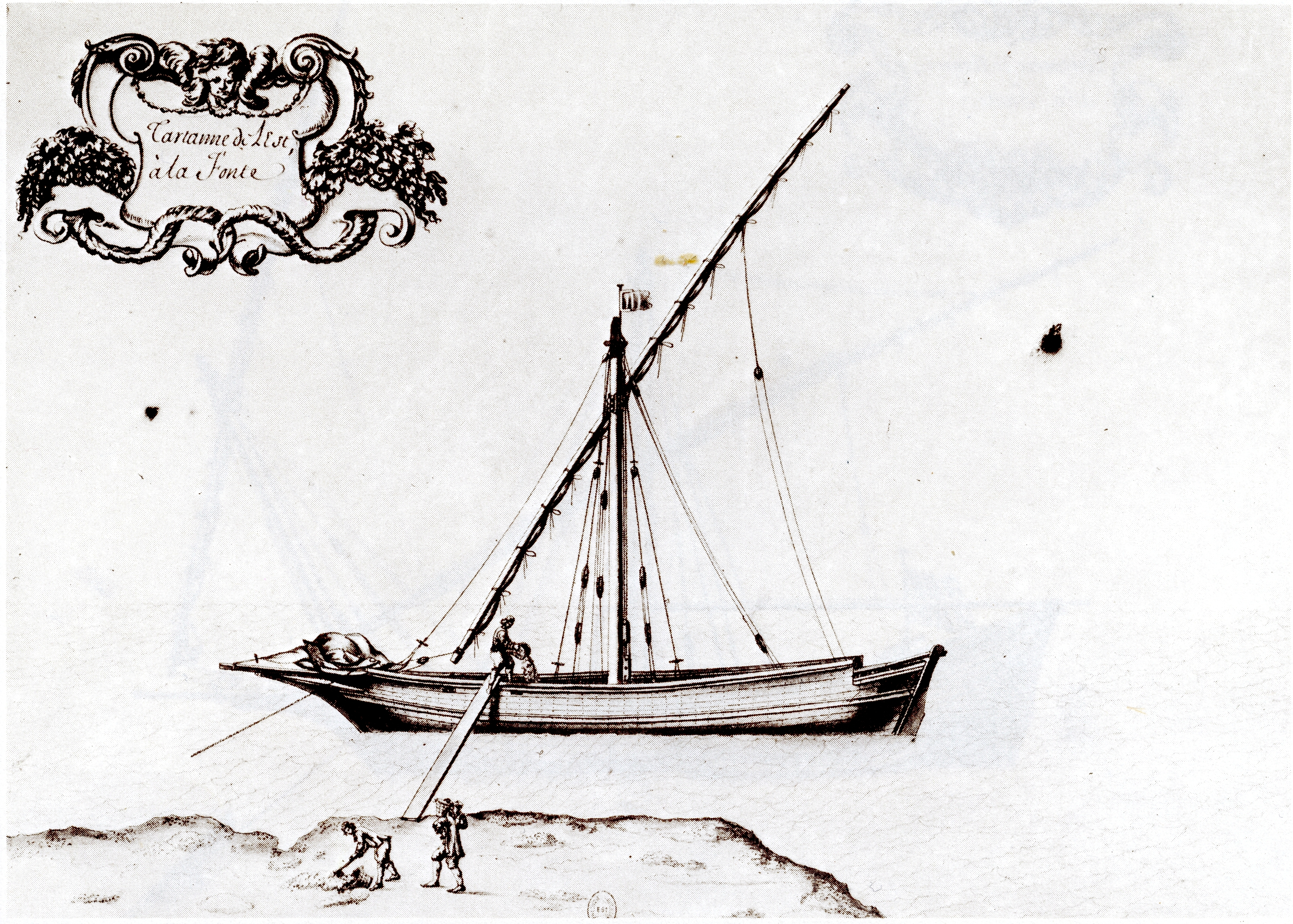
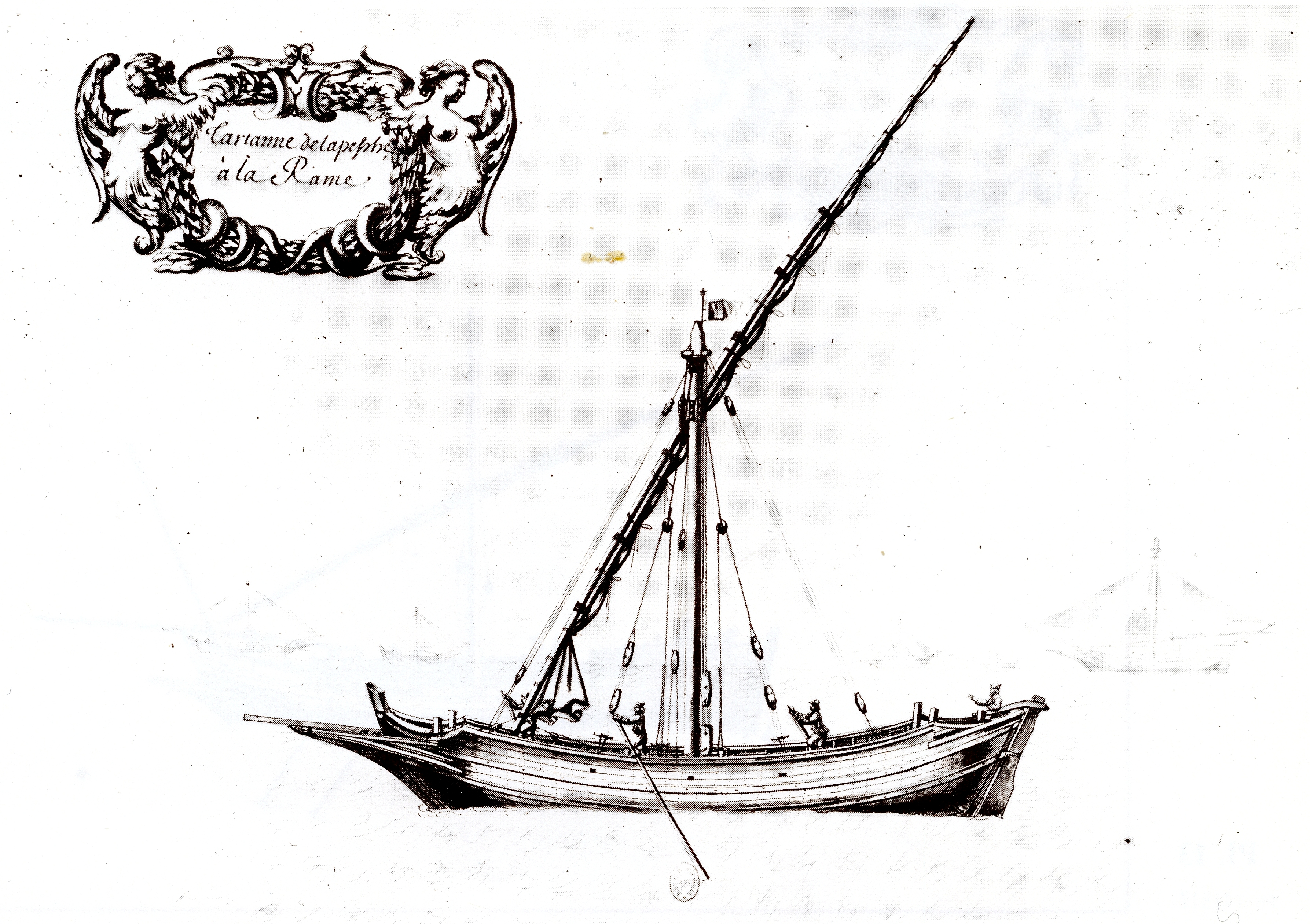

y dos imágenes de tartanas de dos mástiles:

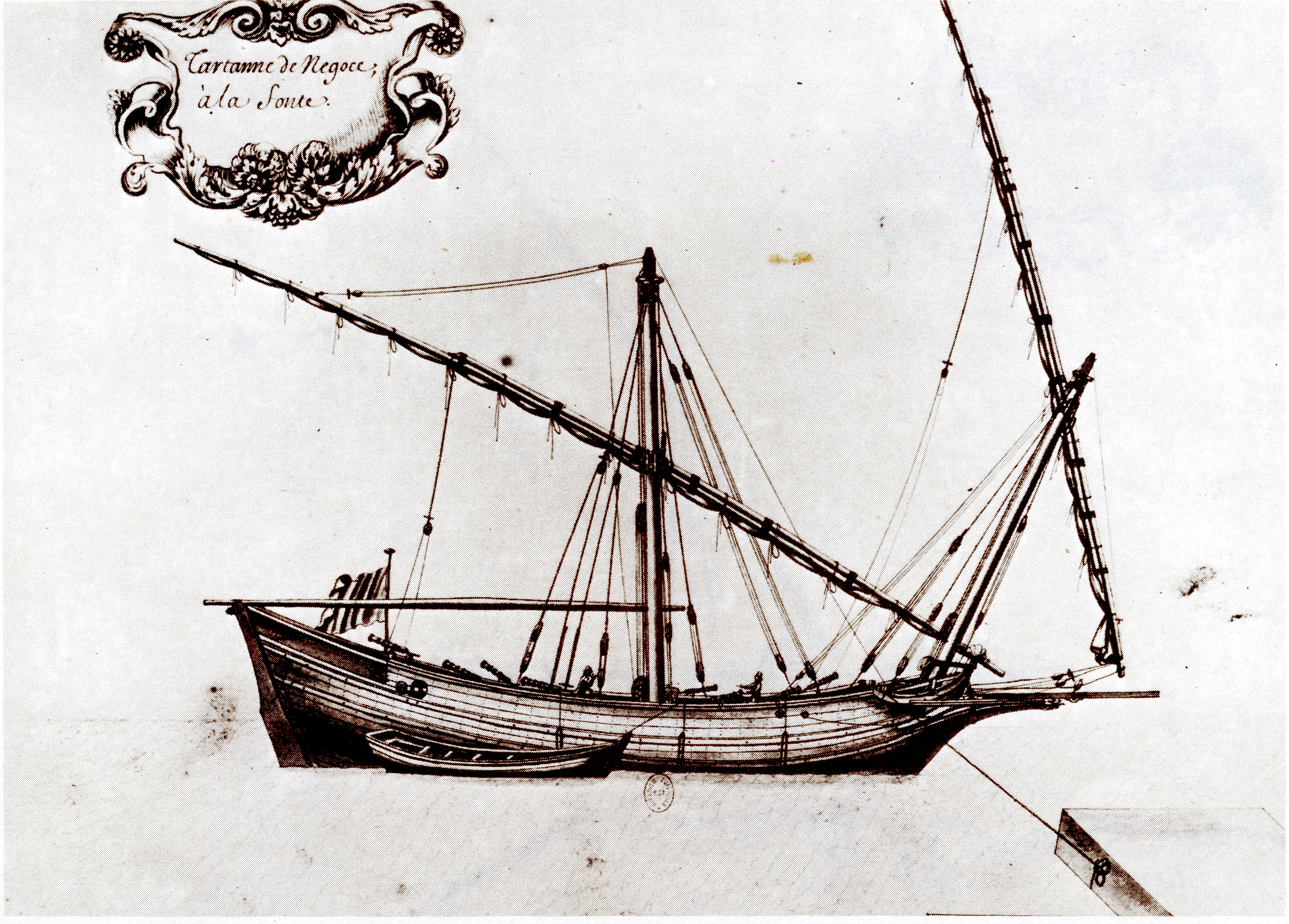
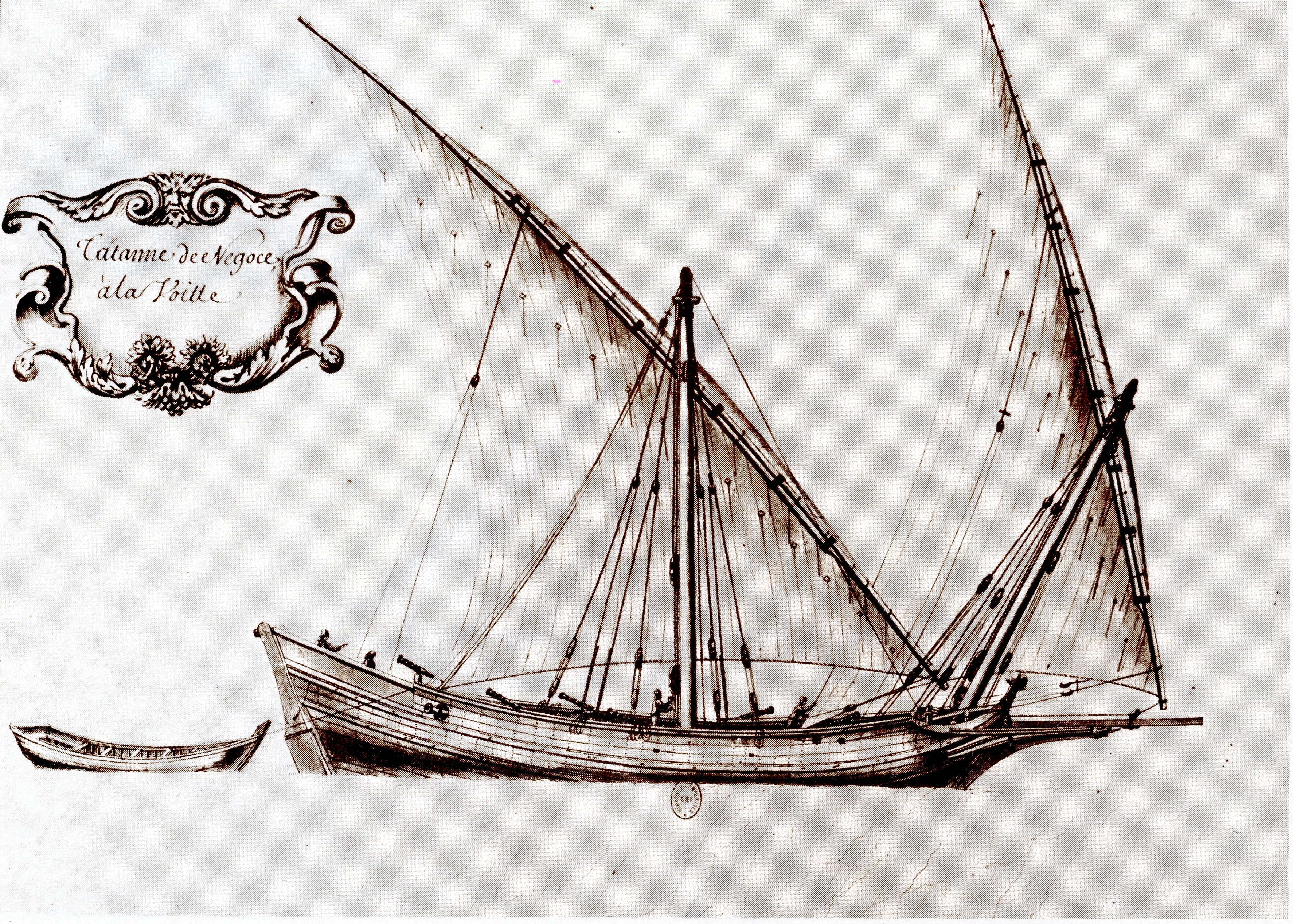

François-Edmond Pâris  en el álbum «Souvenirs de marine conservés, ou Collection de plans de navires de guerre et de commerce et de bateaux divers de tous les pays tracés par les constructeurs ou marins» de 1879 también muestra tres planos de tartanas típicas:

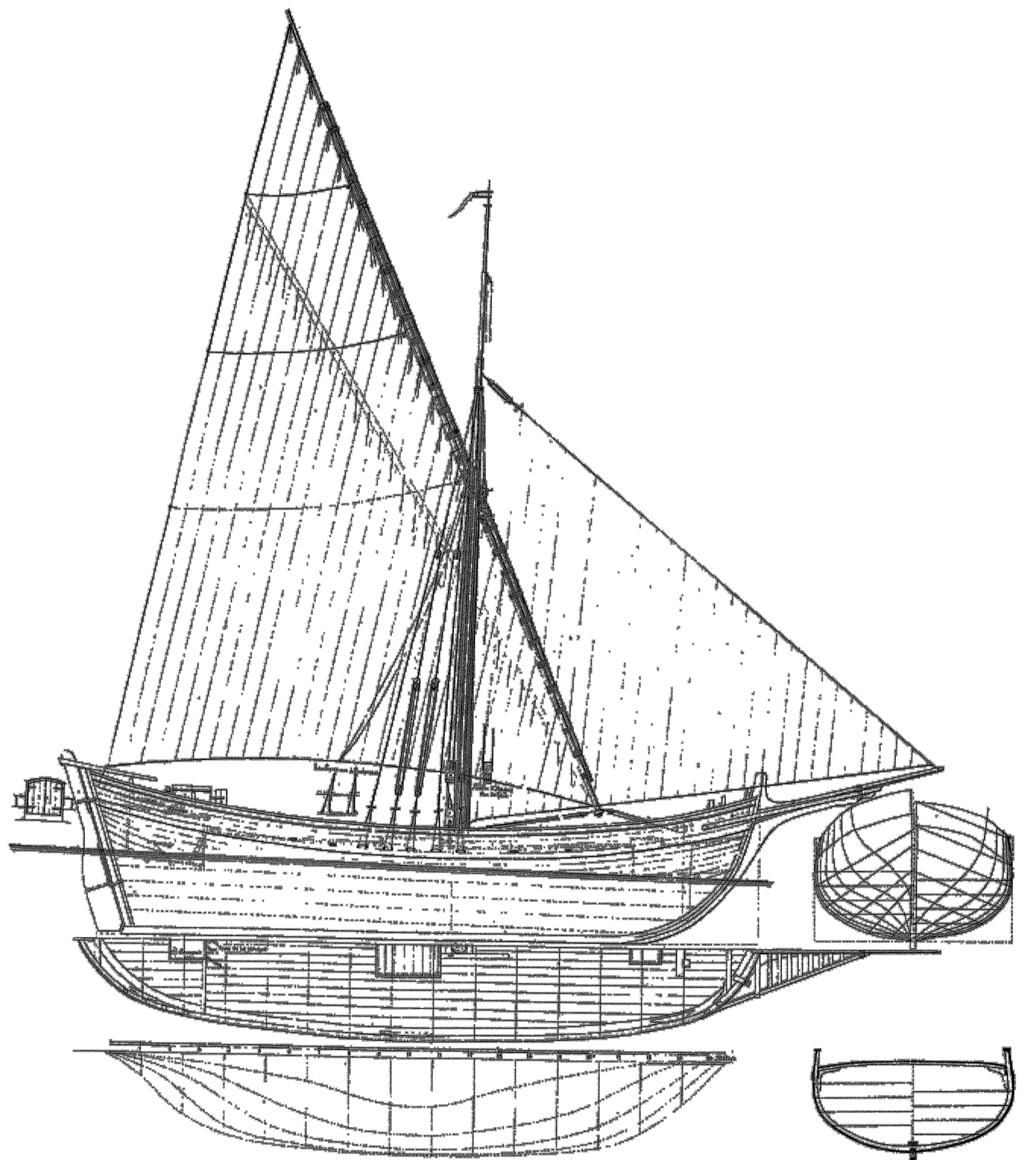
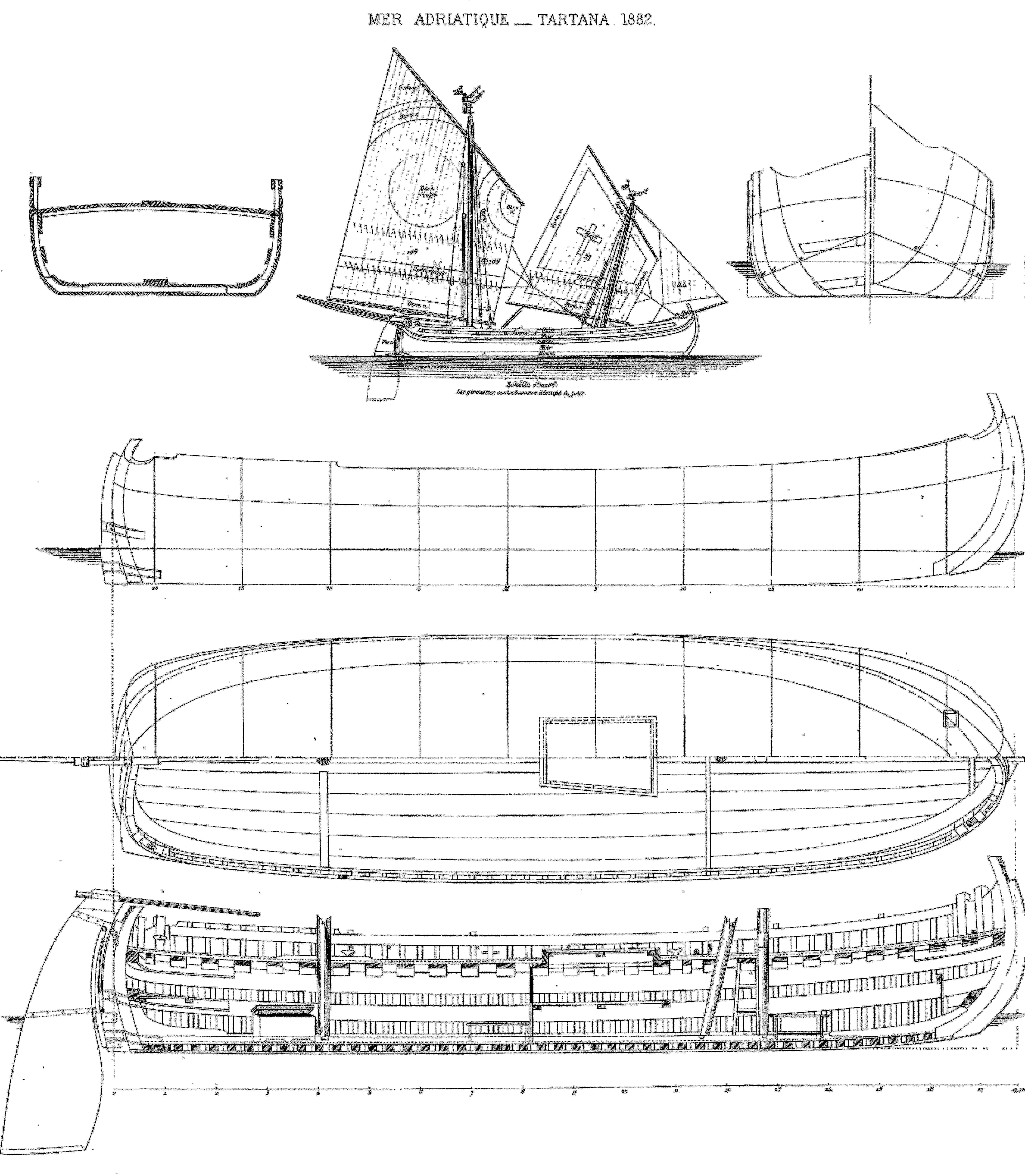
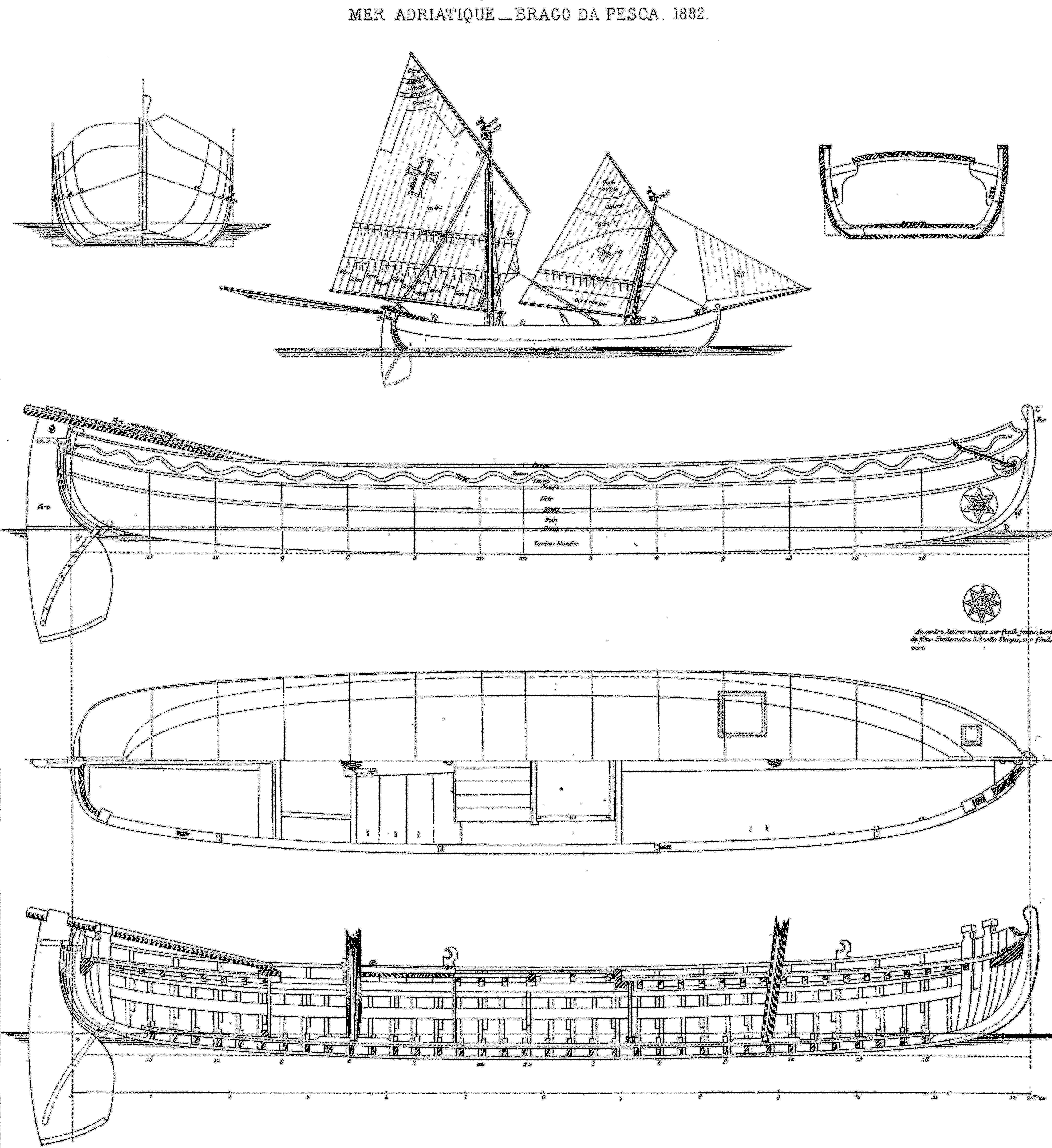

- En el primer dibujo, se muestra una tartana de un único mástil, que, si se compara con las imágenes de Jouve, no ha cambiado mucho en 200 años.

- En los otros dos dibujos con los rótulos: "Mer Adriatique - Tartana" y "Mer Adriatique - Braco da pesca" - ambos buques tienen el mismo aparejo, (aunque la tartana "Braco da pesca"[Nota 1] tiene unas líneas más estilizadas, como la tartana típica). Sin embargo, en ambos dibujos, el equipo vélico no es el típico de la tartana, es más parecido al del "trabaccolo", hecho del que se puede concluir que en diferentes momentos y en diferentes regiones, el concepto de tartana no siempre ha sido identificado con el mismo tipo de aparejo.

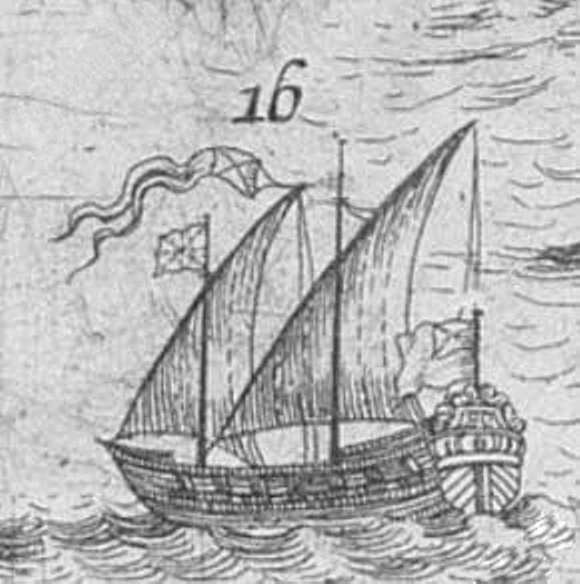
Tartana de dos mástiles de la flota del Bàltico (grabado de Peter Pikart)

## Tartanas de la flota rusa
Al inicio del siglo XVIII había tartanas en servicio en la Marina rusa. Dos tartanas se utilizaron en el Báltico y una en el Mar de Azov. Existen valoraciones sobre su adecuación y eficacia.
En los siglos XVII y XVIII en Rusia se buscaron nuevos tipos de barcos, -los que fueran más eficaces para las condiciones especiales que existen en el Báltico. Así, el pequeño astillero de Selitsky en el río Vóljov construyó en 1705 dos tartanas (de dos palos y de un palo), copia de las tartanas construidas en el Mediterráneo como barcos de reconocimiento y de transporte.
La tartana de dos palos construida en Selitsky tenía una eslora de 65 pies (19,81 m), una manga de 17 pies (5,18 m), y, a juzgar por el grabado de Pedro Pikart, arboladura de dos palos con velas latinas y siete cañones por banda.[13]

## Variedades de tartana maltesa

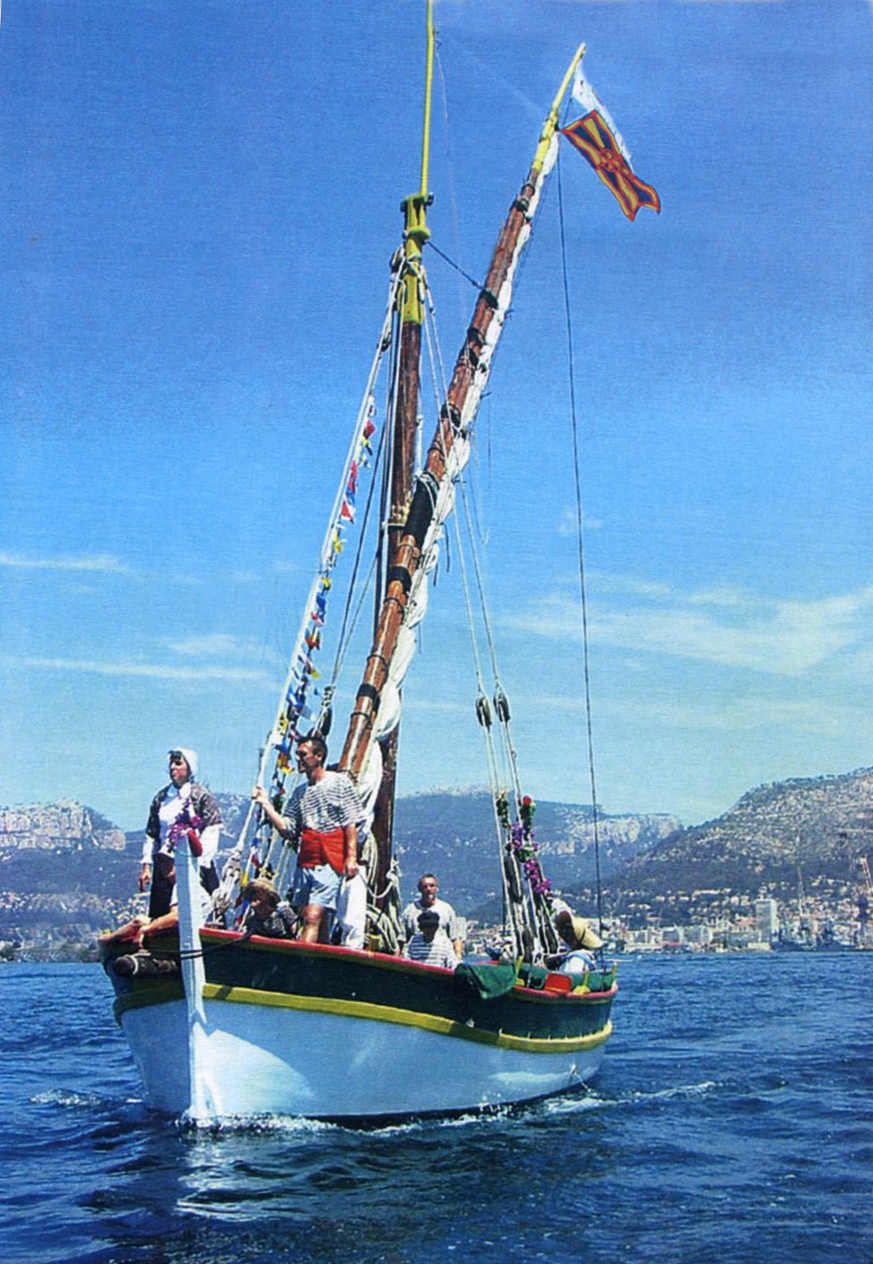
Tartana pequeña moderna

En la isla de Malta las tartanas se empezaron a popularizar a partir del siglo XVII, y fueron utilizadas durante más de dos siglos.
Entre las tartanas maltesas se pueden distinguir las siguientes variedades (de mayor a menor):
- 'Tartarone':  es la más grande entre las tartanas de Malta, con un desplazamiento hasta de 100 toneladas;
- 'Tartelette':  mayor que la tartana estándar;
- 'Tartana estándar':  con un desplazamiento de 30-60 toneladas;
- 'Tartanaella':  más pequeña que la tartana estándar;
- 'Tartarini':  la más pequeña de las tartanas.

Los dos primeros tipos de tartana podían ser con puente o sin puente, y podían llevar hasta tres mástiles. En el caso de las tartanas más pequeñas (Tartanaella y Tartarini), estrictamente hablando, no se trataba de barcos, si no de barcas, y fueron construidas siempre sin puente. Desde mediados del siglo XX, se dejaron de construir barcos grandes del tipo tartana.

## Uso de la tartana
Las tartanas se extendieron por todo el Mediterráneo desde la costa del Levante español hasta Turquía, siendo utilizadas en una gran variedad de tareas, principalmente como embarcaciones de pesca y como barcos de cabotaje de mercancías y pasajeros.
Las tartanas también fueron utilizadas activamente por los piratas, como por ejemplo los piratas otomanos con base en Argel entre los siglos XVI y XVIII ("corsarios argelinos"), junto con jabeques, "galeras tartanas" y otros tipos de barco. Las tartanas tuvieron aplicación como barcos militares en las flotas de Francia, del Imperio Otomano, de los Estados italianos y de otros países de Europa. Las tartanas armadas eran utilizadas como correos de la corte, y como barcos de artillería ligera dentro de la categoría de barcos de guerra.
Para estas tartanas armadas como cañoneros, a menudo se escogió como aparejo un palo, una gran vela latina y un mechón sin botalón. Estos tipos de cañoneros con aparejo de tartana (u otros similares), se pusieron en servicio en la Marina del Reino de Nápoles y, posteriormente, fueron comprados por la US Navy, pasando así este aparejo a integrarse en la Marina de los Estados Unidos. Sin embargo, no se deben confundir con unos barcos modernos de la empresa norteamericana "Tartana Yates", que desde 1940, produce yates con el clásico aparejo Marconi.

## Tartana de Nicolás de Cardona

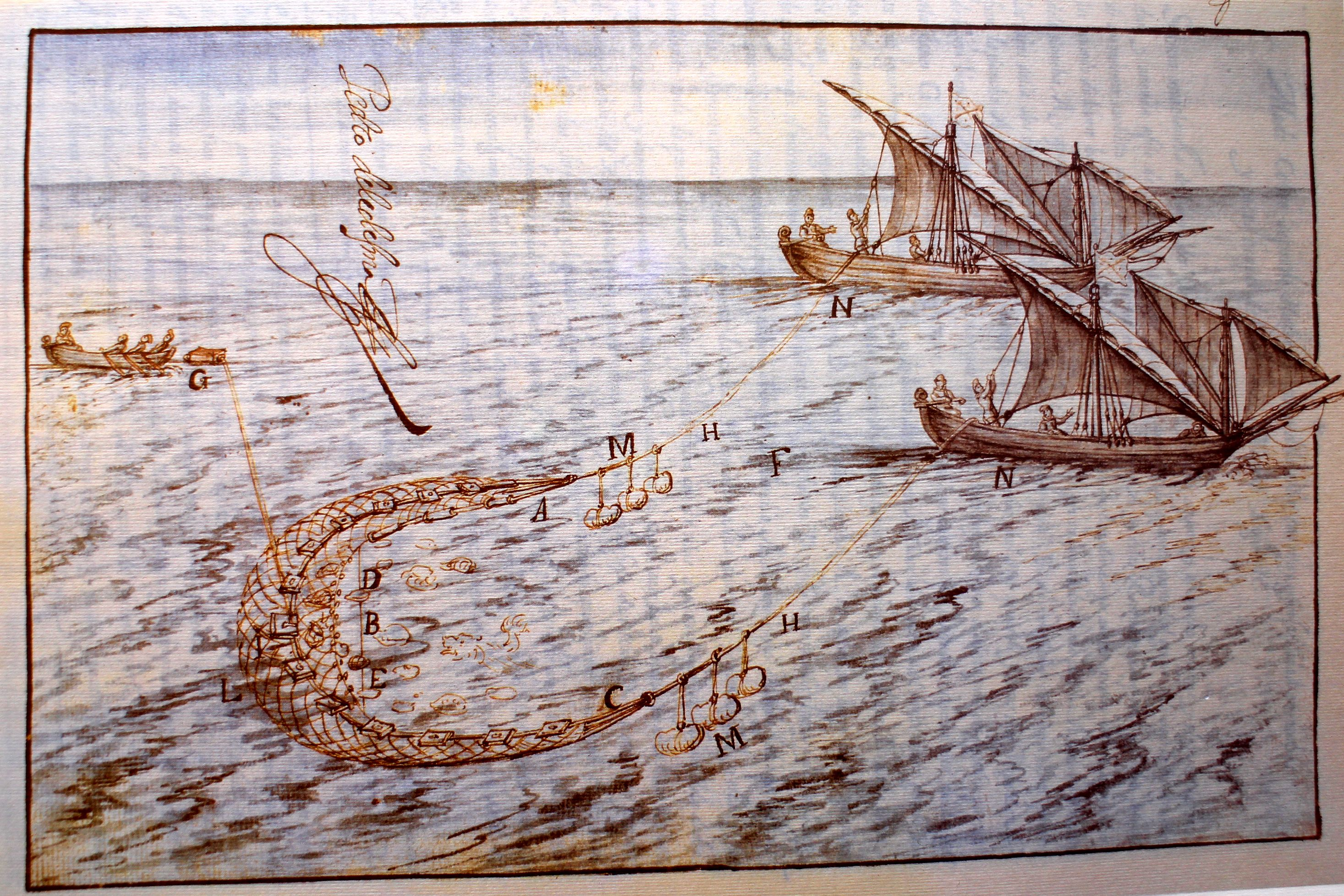
Tartana de Nicolás de Cardona pescando perlas

Nicolás de Cardona empleó tartanas en su expedición al Caribe y a California de la que informó a Felipe IV a su vuelta en 1624.
En 1610, salió de España hacia las Américas como capitán de la flota del general Juan Gutiérrez de Garibay. Nicolás mandaba seis barcos, junto con el capitán Francisco Basilio. El 13 de agosto de 1611, su tío recibió una encomienda para la explotación de la pesca de perlas a lo largo de la costa de California.
Nicolás fue puesto al cargo de la exploración. Llegó a Acapulco a finales de 1614, donde construyó tres fragatas, la San Antonio, la San Francisco y la San Diego y varias tartanas que se ven en su informe. Durante los años siguientes, intentó establecer un negocio de perlas, y luchar contra las intrusiones de los holandeses de (Joris van Spilbergen). Arruinado, Nicolás regresó a España para obtener más fondos, con el fin de seguir explotando el negocio de las perlas, hasta que obtuvo una Real Orden en mayo de 1618.
Finalmente regresó a España en 1623, donde redactó en 1624 su Descripción hidrográfica y geográfica de muchas tierras del norte y del sur y de los mares de las Indias.

## Dos tartanas francesas
Existen dos ejemplos muy ilustrativos de tartanas francesas en navegaciones de altura:
1.º: De 1713 hay una carta marina del estrecho de Magallanes dibujada a partir de las exploraciones de la tartana Sainte Barbe (Véase Gallica: Route de la Tartane Sainte Barbe. Carte réduite del extrémité del Amérique méridionalle où sont comprises las nouvelles isles Découvertes depuis 1700).
2.º: De los años 1743 a 1744 hay una carta de la ruta de ida y vuelta a la India de la tartana Elizabeth (Véase Gallica: Route de la Tartane Elizabeth, Capitaine Lazare Picault en aislante aux Indes en 1743 te revenant en 1744).

## Allege (tartana descargadora)

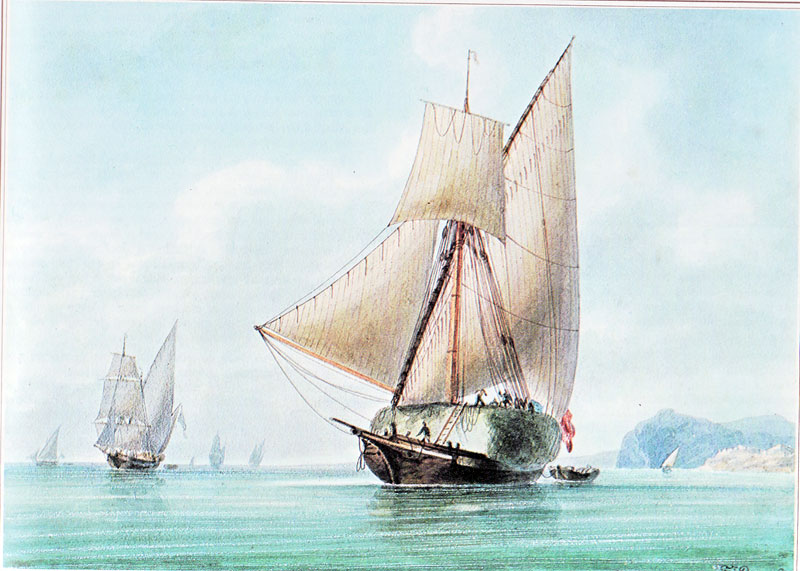
Allege (tartana descargadora). Pintura de Fréderic Roux. 1827-1828

En algunas pinturas, en particular de Jean Jouve y Fréderic Roux, se puede ver designada como "Allege" o "Alleauge", una tartana de dos palos con una vela de mesana. Esto sugiere que algunas tartanas se utilizaron como buques de apoyo para la descarga de buques de gran tamaño.

## Cañonera Hamilton-1808
A principios del siglo XIX, el capitán inglés Thomas Hamilton, Comisario de la Comisión de Transporte, ideó y propuso la construcción de un buque de guerra de diseño original, que fue fabricado en cantidades significativas que dejaron su huella en la construcción naval. Estaba armado con un cañón de 48 libras montado sobre un carro que se movía en el plano central de la nave en la nariz, y una carronada también de 48 libras sobre una plataforma giratoria a popa. El barco tenía una eslora de 18,8 metros, y una manga de 5,3 m.

## "Tartana" vs. "Barca de mesana"
Para comparar las barcas de mesana y las tartanas es mejor prescindir de las definiciones oficiales y analizar imágenes compatibles. Todas las barcas de mesana tienen mástil y vela de mesana. También es cierto que, en general, la denominación "falucho" es equivalente a "barca de mesana". Pero hay documentación de faluchos sin mástil ni vela de mesana. Lo mismo ocurre con las tartanas de vela. Hay muchos casos con vela de mesana y otros casos sin vela de mesana.
Una comparación coherente debería hacerse sobre barcas y tartanas de época similar. Las tres imágenes posteriores no son ideales para la comparación, que en forma de tabla simplificada y de comentarios ampliados se presenta a continuación:

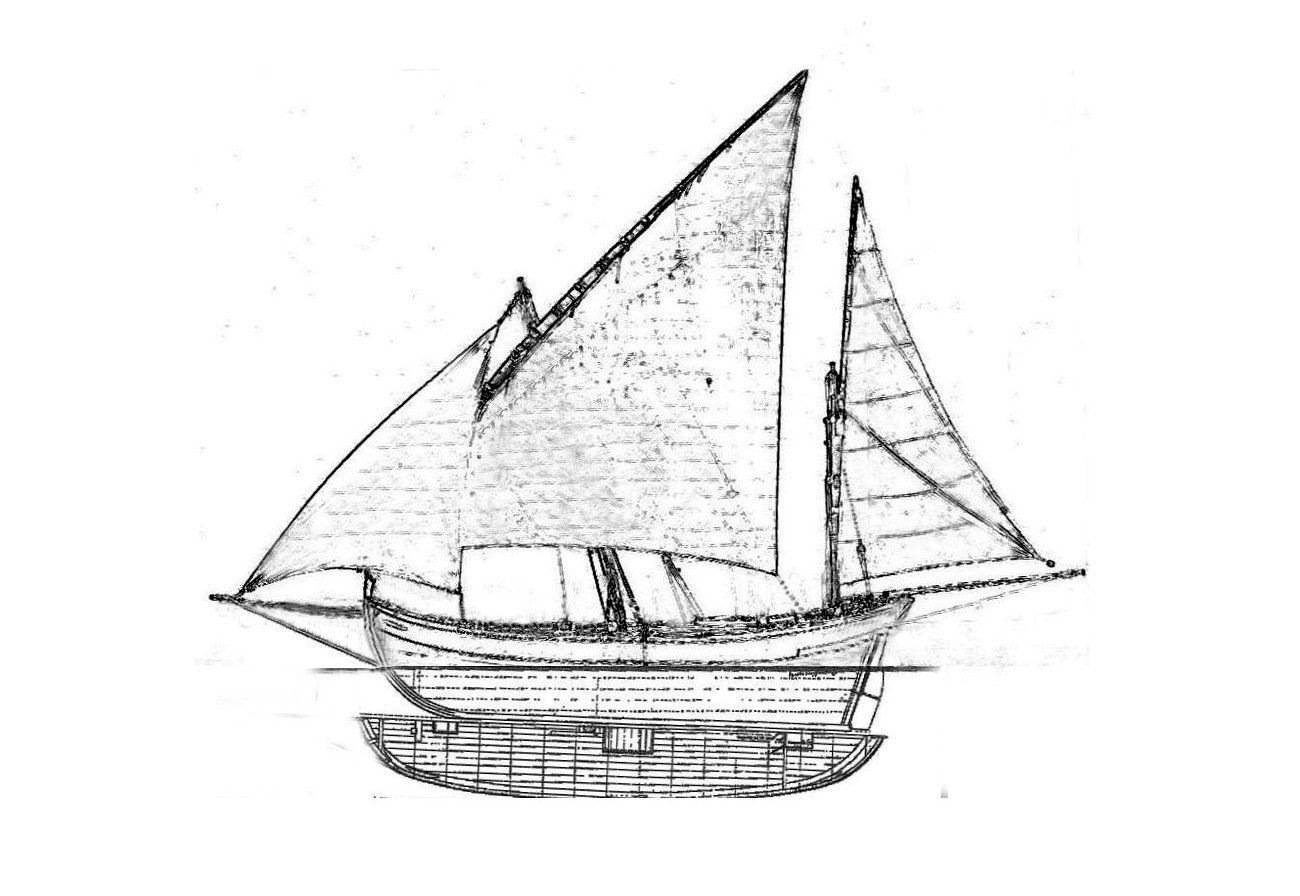
'Barca de mesana'
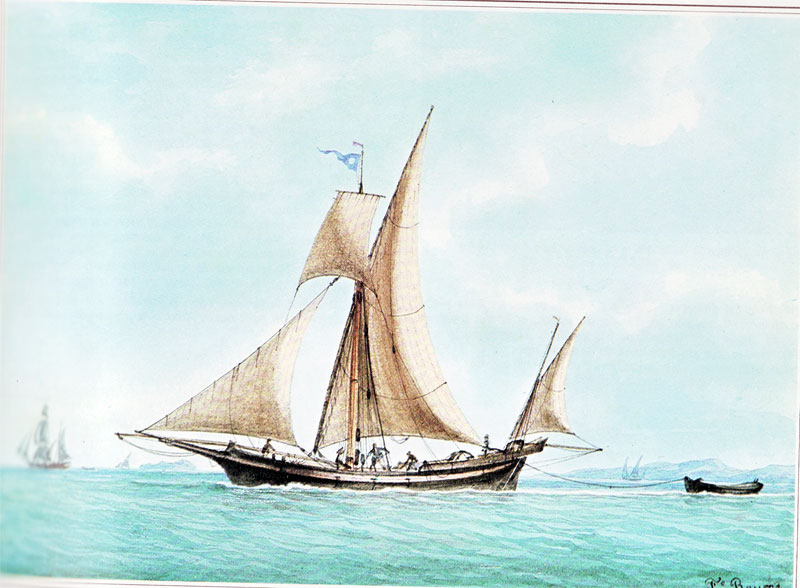
'Tartana con vela mayor, foque y mesana'
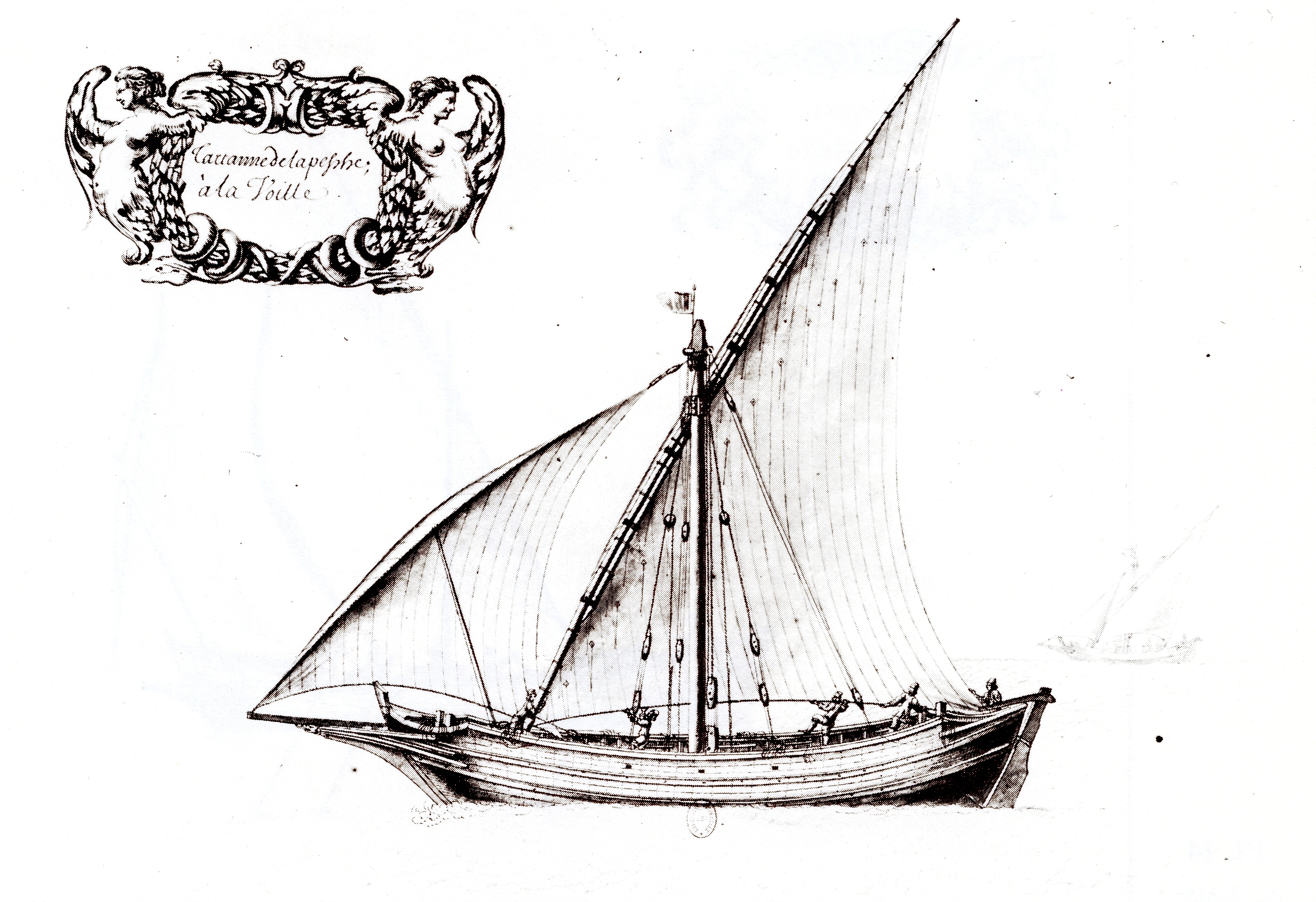
'Tartana con vela mayor y foque'

| Comparación     | Barca de mesana o falucho      | Tartana                    |
| --------------- | ------------------------------ | -------------------------- |
| Eslora          | Entre 11 y 20 m                | Entre 16 y 25 m            |
| Desplazamiento  | 10-50 toneladas                | 30-60 toneladas            |
| Palo mayor      | Hacia proa                     | Vertical                   |
| Palo de mesana  | Vertical                       | Vertical                   |
| Bauprés         | Botalón                        | Bauprés verdadero          |
| Botarel         | Botarel o cazaescota de mesana | Sistema similar            |
| Singularidad    | "Sobrequilla"                  | Espolón alto               |
| Proa            | Roda vertical                  | Roda lanzada y cóncava     |
| Cubierta        | Toda al mismo nivel            | Alta en la zona de popa    |
| Vela mayor      | Latina, de gran superficie     | Latina, de gran superficie |
| Velas de proa   | Un foque (la polacra)          | Un foque (a veces 2 o 3)   |
| Vela de mesana  | Latina, pequeña                | Latina, pequeña            |
| Forma del casco | Fino y redondeado              | De líneas más cuadradas    |

Desde el siglo XVII al siglo XIX una barca de mesana o falucho se parecía mucho a una tartana. Observadas de lejos por parte de un neófito eran muy fáciles de confundir. En cuanto al desplazamiento, las tartanas solían ser más grandes que los faluchos.
- Eslora: Tartana (entre 16 y 25 m) // Faluchos (entre 11 y 20 m)

- Desplazamiento: Tartana (entre 30 y 60 toneladas) // Faluchos (entre 10 y 50 toneladas)

(Las cifras solo son aproximadas. Las barcas de mesana más pequeñas lo eran más que las tartanas más pequeñas. En otros casos podía haber embarcaciones de las dos clases con desplazamientos similares).
- Palo mayor: Tartana (vertical y, a menudo con mástil) // Falucho (inclinado hacia proa y de una pieza)

- Palo de mesana: Similar en ambos casos

- Bauprés: Tartana (un bauprés verdadero, dispuesto simétricamente) // Falucho (botalón sobresaliendo desde el lado de la roda de proa)

- Roda: Tartana (lanzada y cóncava) // Barca de mesana (sensiblemente recta y vertical)

- Cubierta y popa: Las tartanas solían tener la cubierta más alta a popa // Las barcas de mesana tenían la popa al mismo nivel que el resto de cubierta

- Vela mayor: Latina y muy similar en ambos casos.

- Foques: Tartana (1 foque, a veces 2 o 3) // Faluchos (1 foque único llamado polacra)

- Vela de mesana: Muy similar en ambos casos. Hay tartanas sin mesana.

- Forma del casco: Las tartanas solían tener una sección más rectangular y plena, mientras que las barcas solían ser más finas y redondeadas.

## La tartana en la cultura

### En las artes visuales
Hasta mediados del siglo XX, las tartanas eran un tipo de barco muy común en el Mediterráneo, por lo que sus imágenes se encuentran a menudo en la pintura. Entre otros se hallan representadas en muchas obras de Paul Signac. Algunas de ellas:

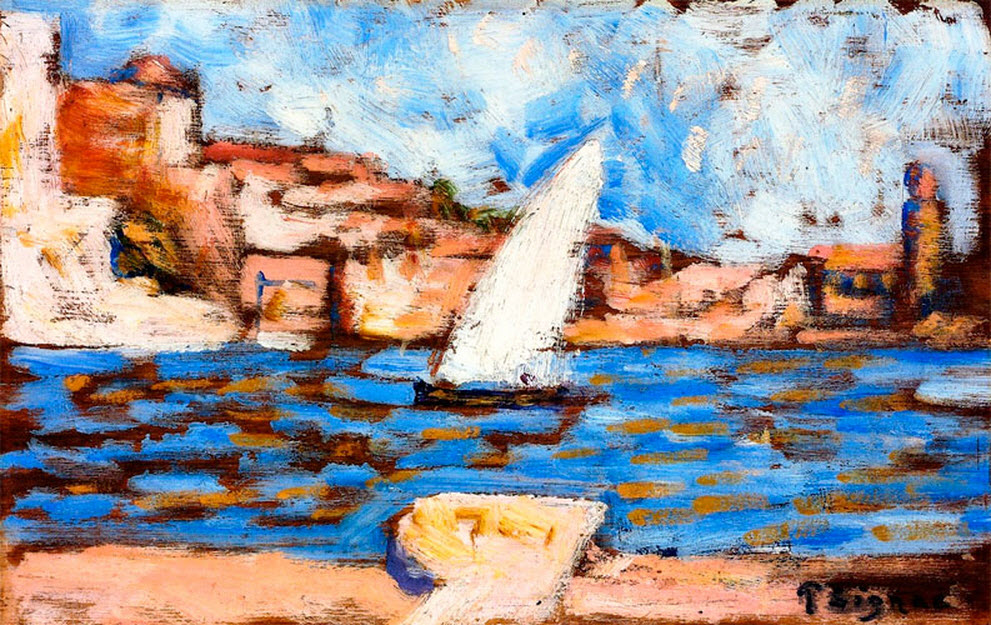
(Collioure, La Tartane). 1887
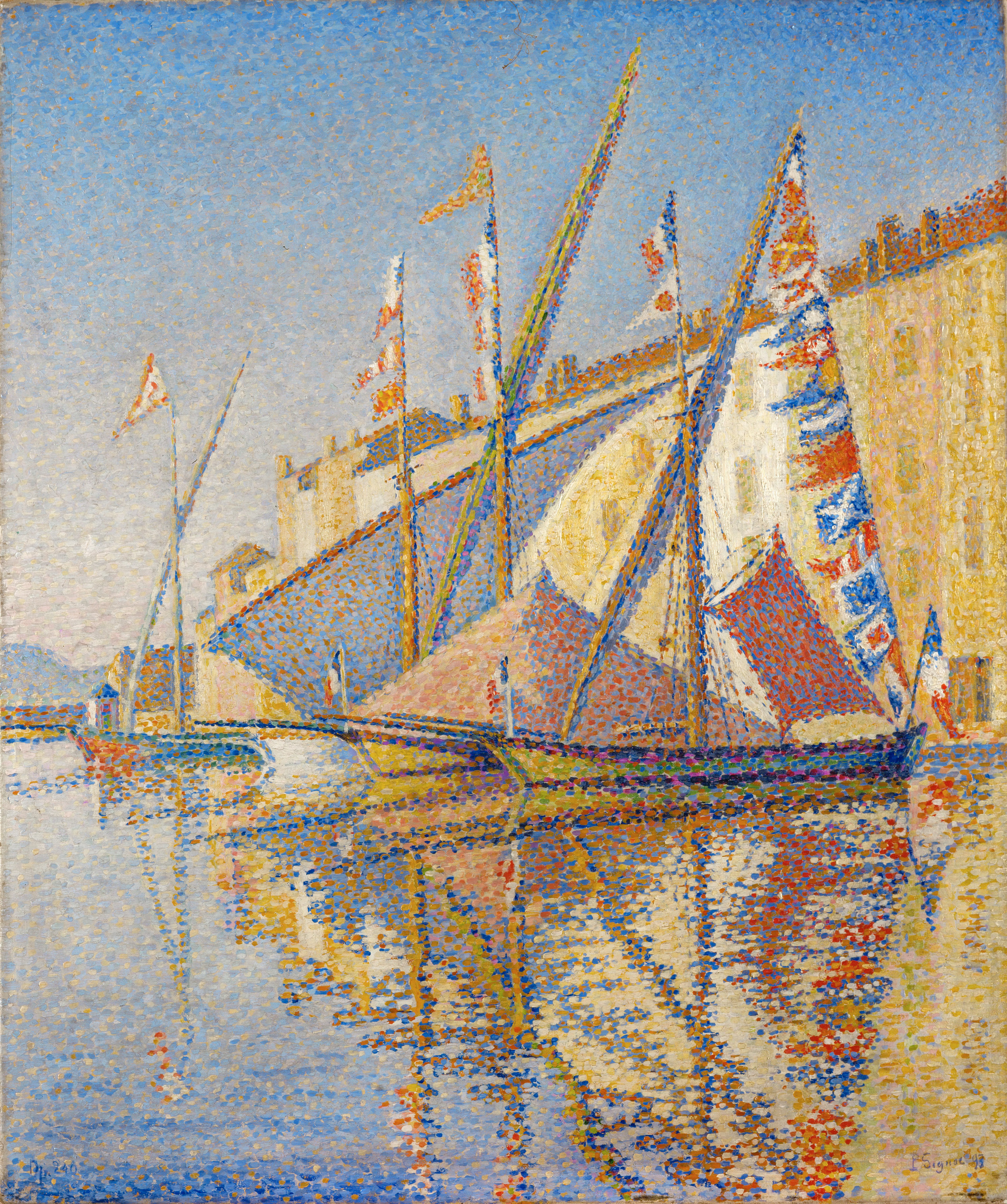
(Tartans with Flags). 1893
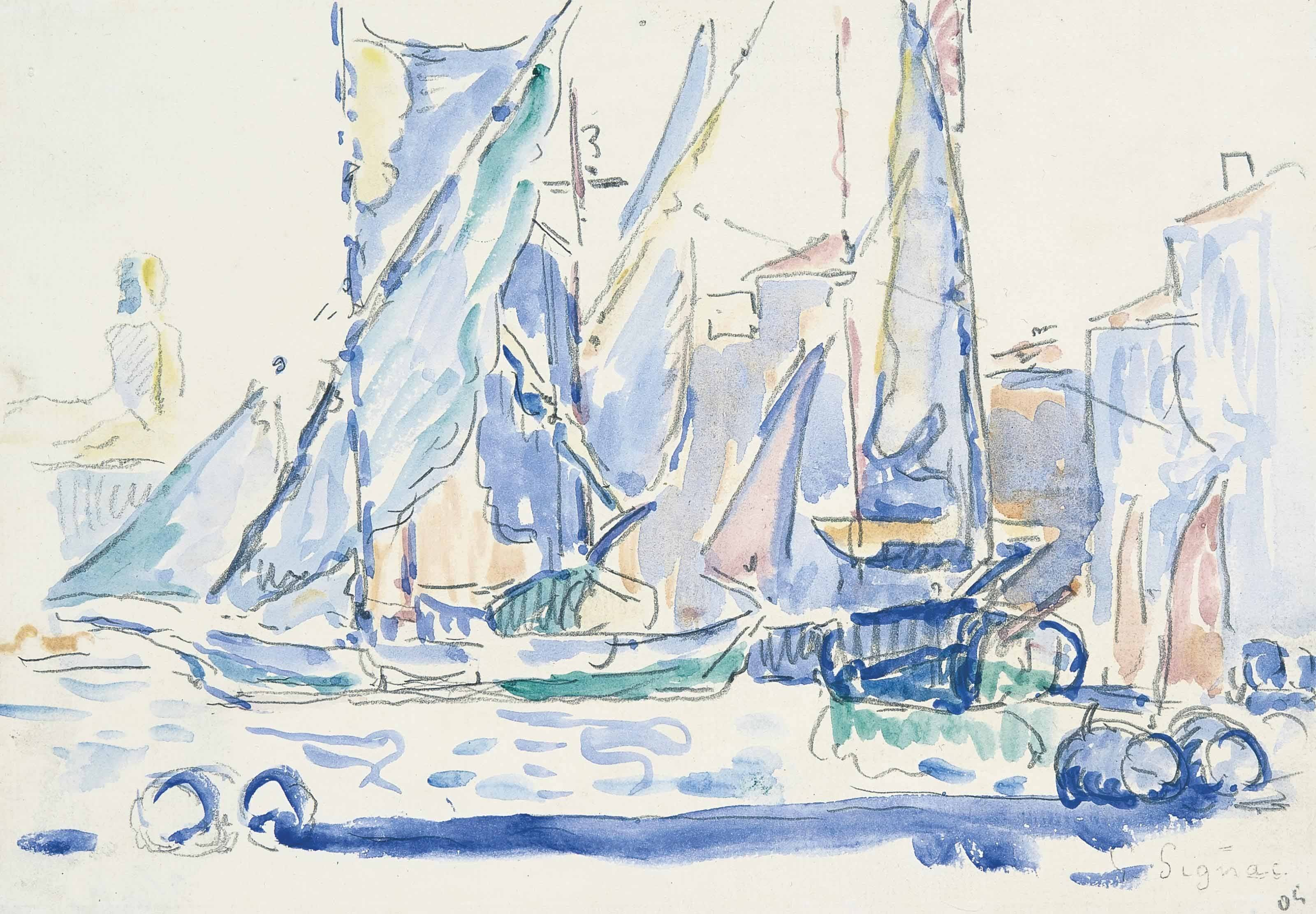
(Saint-Tropez, Tartans in the Port). 1905
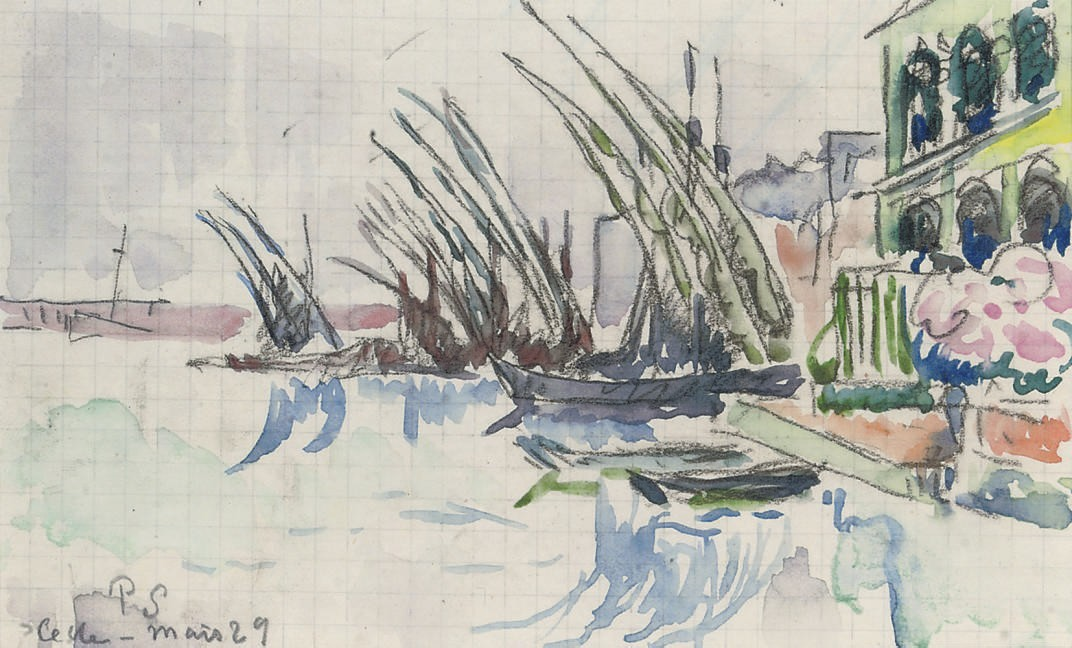
(Sete, Tartanes). 1929
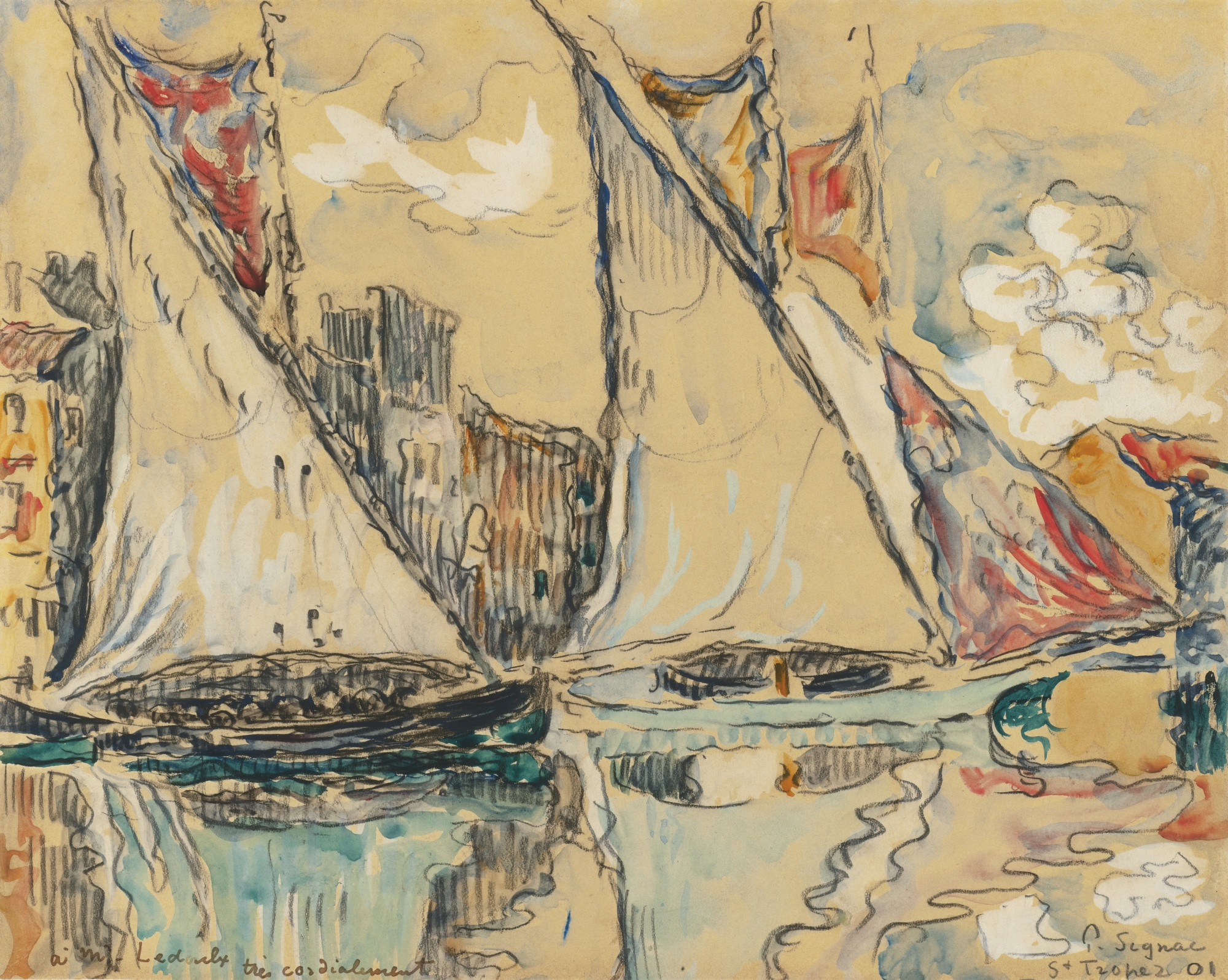
«Сан-Тропе. Парусные лодки на мелководье» (Saint-Tropez, Sailing Boats on the Shallow). 1901
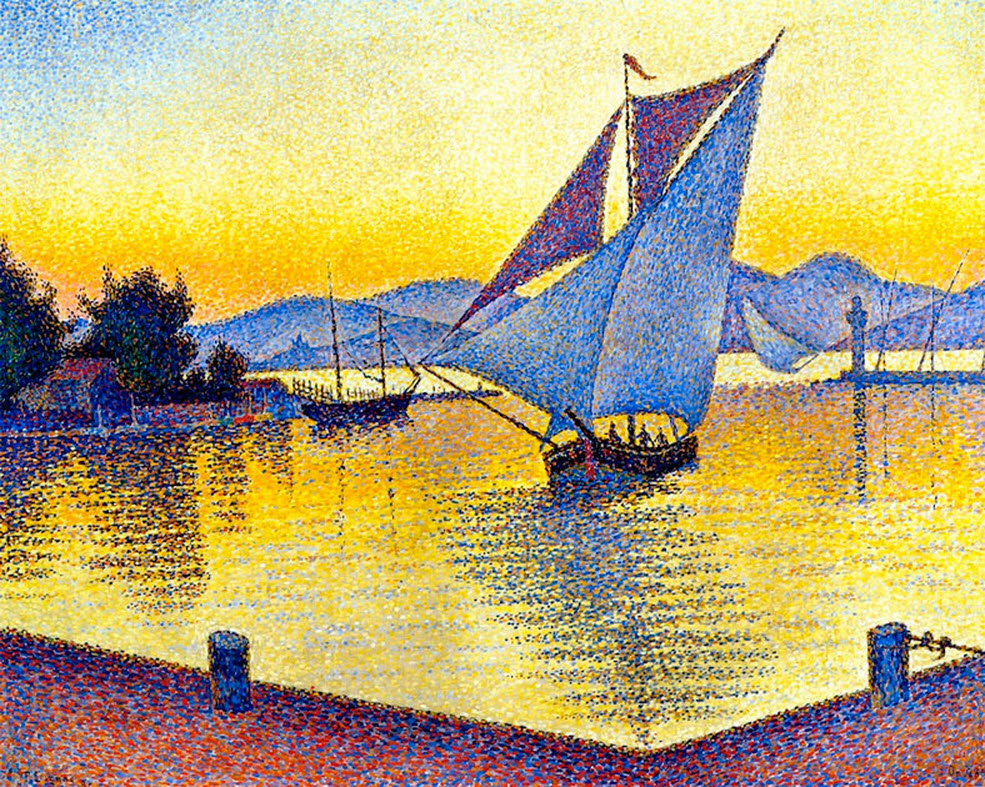
(The Port at Sunset. Saint-Tropez). 1892

Otras imágenes de tartanas de conocidos pintores de marinas:

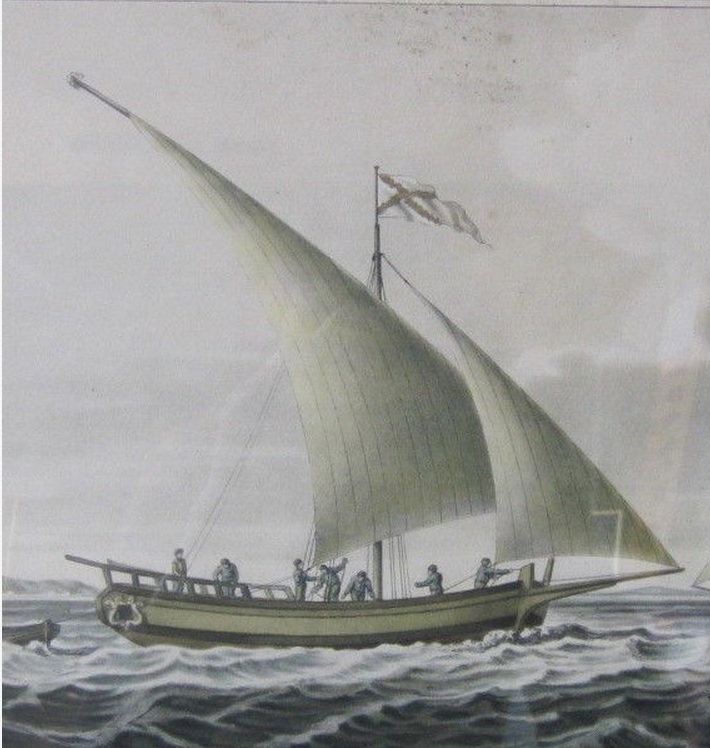
Dominic Serres "Tartan amb vistes al Penyal de Gibraltar", fragment.1807.
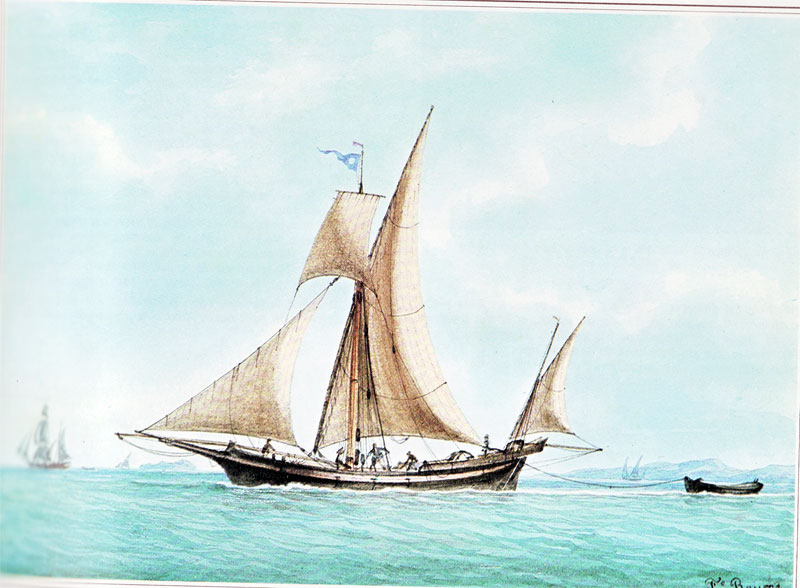
«L’Album De Marine Du Duc D’Orleans». 1827-1828
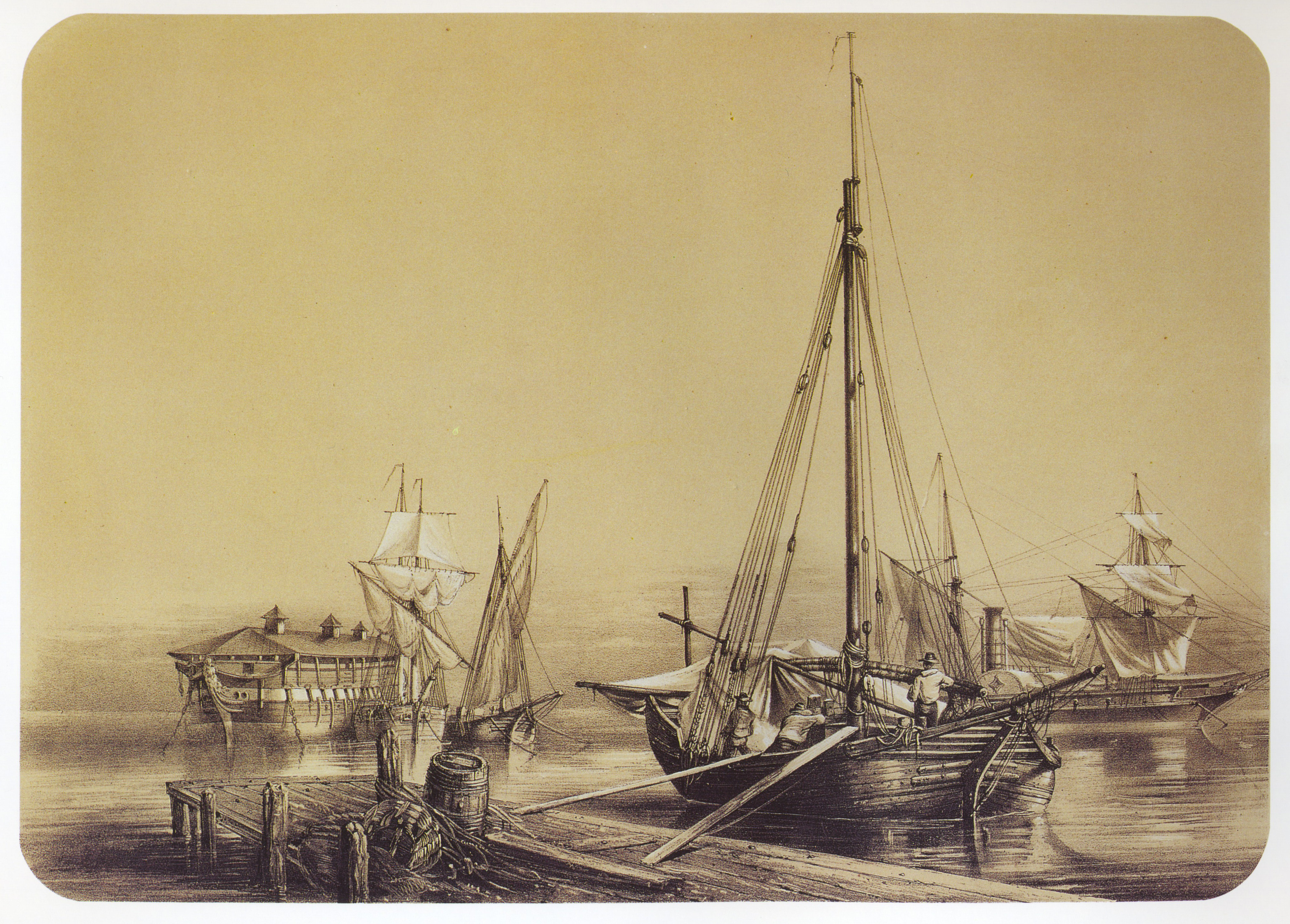
Louis Le Breton. "Tartan a Toulon". Mediados del siglo XIX.

### En la literatura
La tartana aparece frecuentemente en obras literarias. Así, la tartana genovesa "Joven Amelia" salva a Edmundo Dantes durante su huida del Castillo de If en la novela de Alejandro Dumas "El conde de Montecristo".
La tartana también es mencionada en las obras de Eugène Sue, George Sand, Charles Baudelaire, Carlo Goldoni...

### En los juegos de ordenador
Este tipo de embarcaciones son utilizadas en el juego Piratas del Caribe, donde es la nave más pequeña y más débil, sin armas de fuego. Se encuentra también en "Barcos en alta mar" (NPC).

### En las imágenes de iconos
Las únicas que se han hecho "canónicas" son las imágenes de los grabados de iconos de Peter Pikart estampadas en dos conjuntos diferentes sobre la "flota de vela rusa".

### Maquetas comercializadas
- La compañía Heller Kit produce «Corsair Single Masted Sailing Ship», a escala 1:150, que es un diseño de tartana.
- G. K. Modellbau comercializa versiones en kit a escala 1:50 de una cañonera Hamilton de 1808.